# Aguapey (software)
Aguapey es un sistema integrado de gestión de bibliotecas, basado en herramientas ISIS.DLL que permite automatizar los procesos más frecuentes en una biblioteca como catalogación, préstamos, consultas, estadísticas, etc. Está destinado a las bibliotecas escolares y especializadas de Argentina. Ofrece la posibilidad de aplicar estándares bibliotecológicos reconocidos por los principales centros de documentación del mundo en cualquier biblioteca.

## Historia
El software de gestión Aguapey surgió ante la necesidad de la comunidad bibliotecaria de tener una herramienta que fuera a medida, gratuita y permitiera a las instituciones poder automatizar y normalizar las bibliotecas. En este contexto, la implementación de esta política pública comenzó con el desarrollo de Aguapey, software de gestión bibliotecaria para las distintas unidades de información del Sistema Educativo. Se caracteriza principalmente por un módulo de catalogación basado en el formato Marc, un módulo de circulación (de préstamo), tres formatos de visualización diferentes, catalogación por copia de registros de Internet, la posibilidad de realizar respaldos de información y la incorporación de puntuación entre los distintos elementos de áreas catalográficas automáticamente, facilitando la labor del bibliotecario escolar.
El nombre Aguapey proviene de un tipo de camalote que crece como redes y se desplaza por los ríos de la Mesopotamia, como metáfora de las bibliotecas y los ríos de información que producen hacia los actores del sistema educativo.

## Desarrollo
Su desarrollo fue coordinado por un equipo multidisciplinario de especialistas integrantes de la Biblioteca Nacional de Maestros dependiente del Ministerio de Educación de Argentina.

## Distribución
El software Aguapey se distribuye gratuitamente a las instituciones que participan del Programa BERA en el marco de una capacitación. Allí se entrega a cada institución una clave para su uso y un conjunto de materiales que incluye el Manual de Procedimientos basado en el Formato MARC21, el tutorial de uso y los cuadernillos de la serie “La Biblioteca escolar en la escuela de hoy”.

## Características
Aguapey gestiona tres únicas bases de datos: Bibliográfica, Préstamos y Usuarios. La base de datos Bibliográfica es la de mayor relevancia. El número máximo de registros por base es de 16 millones o lo que es igual a decir que su tamaño llegue a 500 Megabytes por base. El tamaño máximo que puede llegar a tener un registro es de 32000 caracteres. Aguapey es un sistema de instalación y funcionamiento local y de intranet y no posee módulos que amplíen sus capacidades para su funcionamiento en Internet por medio de catálogos en línea.
Entre otras características Aguapey esta desarrollado sobre tecnologías ISIS_DLL, al igual que el Software WinISIS (CDS/ISIS para Windows), es así que sus limitaciones y funcionamiento son similares. El software Aguapey no es de uso libre, sí es de distribución gratuita. La clasificación ideal es de Freeware.